# Nogrid points
Nogrid points ist eine Software zur Berechnung von Strömungen (Computational Fluid Dynamics CFD) mittels einer gitterfreien numerischen Methode und wird seit 2006 von der Nogrid GmbH entwickelt und vertrieben. Die numerische Lösung die Navier-Stokes-Gleichungen mit der gitterfreien Finite-Punkte-Methode (FPM) hat bei der Simulation von Prozessen mit großen Verformungen, z. B. bei der Glasherstellung, Vorteile gegenüber klassische numerische Methoden wie z. B. die Finite-Elemente-Methode.

## Nogrid pointsBlow
Nogrid pointsBlow ist Teil der CFD-Produkte der Nogrid GmbH, der speziell für die Glasindustrie zur Berechnung der maschinellen Formgebung von Behälterglas (siehe auch Glasherstellung) entwickelt ist. Die Software ermöglicht die Simulation aller notwendigen Formgebungsschritte zur Herstellung von Behälterglas und wird mit dem Ziel eingesetzt, die Anzahl von kostspieligen Formdesign- und Produktionsversuche zu reduzieren.

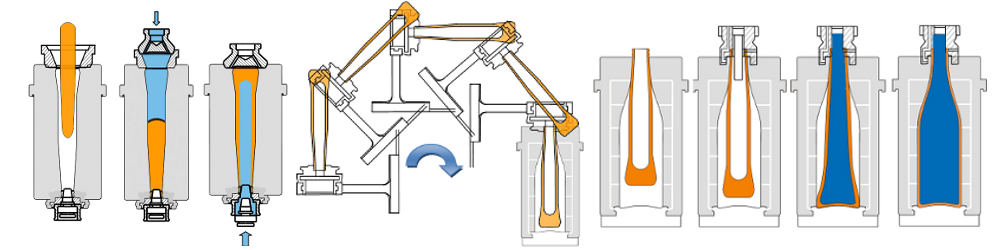
Schematische Darstellung der einzelnen Schritte innerhalb des BB-Prozesses (Blow and Blow) zur Herstellung von Behälterglas

Mit der Nogrid-pointsBlow-Software ist es möglich, folgende Arten des Prozesses der Behälterglasherstellung zu simulieren:
1. BB (Blow and Blow)
2. PB (Press and Blow or Wide Mouth PB)
3. NNPB (Narrow Neck Press and Blow)
4. PB (Press and Blow für die Tableware-Industrie)

Wie in der Realität beginnt die Simulation mit dem Laden des Tropfens und endet mit dem Herausnehmen des fertigen Behälters. Die Glastropfengeometrie kann dabei beliebig gewählt werden. Alle Schritte des Prozesses sind in einem Simulationsmodell integriert; alle Wände, die während des gesamten Prozesses mit dem Glastropfen in Berührung kommen, werden entsprechend den zeitlichen Vorgaben der IS-Maschine an- bzw. ausgeschaltet. Die Dimension des numerischen Modells kann frei wählbar voll 3-D, 3-D mit Symmetrieflächen oder 2-D rotationssymmetrisch sein. So kann die Flaschenform jede beliebige 3-D-Form annehmen, sodass zum Beispiel auch Flaschen mit einem Henkel berechnet werden können.
Nogrid pointsBlow wird weltweit vertrieben und vorwiegend dort eingesetzt, wo produzierende Unternehmen eigene Design- bzw. Produktentwicklungseinheiten betreiben. Die Software ist für Microsoft Windows und Linux verfügbar.